# ريتشارد خوسيه بلانكو
ريتشارد خوسيه بلانكو (بالإسبانية: Richard Blanco) (21 يناير 1982 في فنزويلا - ) هو لاعب كرة قدم فنزويلي في مركز الهجوم. شارك مع منتخب فنزويلا لكرة القدم. أما مع النوادي، فقد لعب مع مينيروس دو غويانا ونادي أوهيجينس ونادي كارابوبو وC.S. Marítimo de La Guaira ‏ وديبورتيفو ميراندا وديبورتيفو إيطاليا ‏ وEstrella Roja F.C. ‏ وSan Marino Calcio ‏.

## وصلات خارجية
- ريتشارد خوسيه بلانكو على موقع الاتحاد الدولي (مؤرشف)  (الإنجليزية)
- ريتشارد خوسيه بلانكو على موقع قاعدة بيانات كرة القدم.إي يو (الإنجليزية)
- ريتشارد خوسيه بلانكو على موقع ناشيونال فوتبول تيمز (الإنجليزية)
- ريتشارد خوسيه بلانكو على موقع Soccerway.com (الإنجليزية)
- ريتشارد خوسيه بلانكو على موقع AS.com (الإسبانية)